# Isola Boularderie
Boularderie è un'isola canadese situata nel ramo settentrionale del lago Bras d'Or, vicinissima sia a est che a ovest alle coste dell'isola di Capo Bretone. Dal punto di vista amministrativo è suddivisa tra le contee di Victoria e Capo Bretone, nella provincia della Nuova Scozia. 
Prende il nome dall'ufficiale di marina Louis-Simon le Poupet de la Boularderie che, intorno al 1721, ebbe in concessione questo territorio dal Re di Francia.

## Geografia
Boularderie è la seconda isola più grande della Nuova Scozia dopo l'isola di Capo Bretone. E' abbracciata da tre canali del lago Bras d'Or che si collegano all'Oceano Atlantico: il Gran canale Bras d'Or passa a nordovest di Boularderie, mentre i canali di Sant'Andrea e il Piccolo Bras d'Or passano a sudest. 
La punta estrema di nordest dell'isola è chiamata Point Aconi e si affaccia sullo stretto di Caboto.
La maggior parte dell'isola è coperta da fitte foreste, tuttavia sulle coste a sud e a est sono presenti alcuni insediamenti abitati.